# Molotra
Genre
Molotra est un genre d'araignées aranéomorphes de la famille des Oonopidae.

## Distribution
Les espèces de ce genre sont endémiques de Madagascar.

## Liste des espèces
Selon World Spider Catalog (version 15.0, 2014) :
- Molotra katarinae Ubick & Griswold, 2011
- Molotra milloti Ubick & Griswold, 2011
- Molotra molotra Ubick & Griswold, 2011
- Molotra ninae Ubick & Griswold, 2011
- Molotra suzannae Ubick & Griswold, 2011
- Molotra tsingy Ubick & Griswold, 2011

## Publication originale
- Ubick & Griswold, 2011 : The Malagasy goblin spiders of the new genus Molotra (Araneae, Oonopidae). American Museum Novitates, no 3729, p. 1-69 (texte intégral).